# Педро Луїз Вісенсоте
Педро Луїз Вісенсоте (порт. Pedro Luís Vicençote), відоміший під прізвиськом Педріньйо (порт. Pedrinho; нар. 22 жовтня 1957, Санту-Андре) — бразильський футболіст, що грав на позиції захисника. Відомий за виступами в низці бразильських клубів, зокрема за «Палмейрас» та «Васко да Гама», у складі італійського клубу «Катанія», а також у складі національної збірної Бразилії. Переможець Ліги Каріока

## Клубна кар'єра
Педро Луїз Вісенсоте народився 1957 року в місті Санту-Андре, та є вихованцем футбольної школи клубу «Палмейрас». Дорослу футбольну кар'єру розпочав 1977 року в основній команді того ж клубу, в якій грав до 1981 року.
У 1981 Педріньйо став гравцем клубу «Васко да Гама», з яким наступного року став переможцем Ліги Каріока. У 1983 році футболіст став гравцем італійського клубу Серії A «Катанія», утім цього сезону клуб вибув до Серії B, і Педріньйо ще два роки грав у складі «Катанії» в другому італійському дивізіоні.
У 1986 році Педріньйо повернувся до клубу «Васко да Гама», в якому грав до кінця року. Наступного року став гравцем клубу «Бангу», в якому завершив виступи на футбольних полях у 1988 році.

## Виступи за збірну
У 1979 року Педріньйо дебютував в офіційних матчах у складі національної збірної Бразилії. У складі збірної був учасником розіграшу Кубка Америки 1979 року, на якому команда здобула бронзові нагороди. Перебував у складі збірної на чемпіонаті світу 1982 року в Іспанії, проте на поле не виходив. Загалом протягом кар'єри у національній команді, яка тривала до 1983 року, провів у її формі 13 матчів, забивши 1 гол.

## Титули і досягнення
- Переможець Ліги Каріока (1):

«Васко да Гама»: 1982
- Володар Кубка Кірін: (1):

«Палмейрас»: 1978
- Володар Кубка Жоао Авеланжа (1):

«Палмейрас»: 1981
- Бразильський Срібний м'яч: 1979